# Guayabetal
Guayabetal es un municipio colombiano del departamento de Cundinamarca, ubicado en la Provincia de Oriente, a 65 kilómetros al suroriente de Bogotá.

## Toponimia

### Origen lingüístico[3]
- Familia lingüística: Arawak
- Lengua: Taino

### Significado
Guayabetal es una expresión derivada de la voz en lenguua araucana-mapuche guayo, que designa a un "árbol de madera dura y colorada". En la lengua taína de las Antillas guayaba representa al fruto del árbol del guayabo. A partir del siglo XVI, en pleno auge del transporte marítimo, la expresión guayabo se refería a un "árbol de tierra firme". En lenguas de la familia Arawak, gua es un demostrativo que también existe en la lengua taína de las comunidades indígenas de las costas de Guyana francesa y Brasil.

### Origen / Motivación
Guayabetal es una voz que representa las extensiones de tierra donde abundan árboles de guayaba, fruto tradicional de la región muy extendido en áreas tropicales.

### Nombres históricos
- Tengavita (época de la Conquista y parte de la Colonia)

## Historia
Guayabetal se formó el 12 de octubre de 1941 en el lugar que hoy ocupa durante la década de 1920 a 1930, dentro de la jurisdicción de Quetame, y se consolidó con la carretera a Villavicencio. Por Ordenanza n.º 29 de 30 de junio de 1944 fue erigido en inspección. La ordenanza n.º 28 del 14 de enero de 1980 creó el municipio de Guayabetal. Su primer alcalde fue Manuel Gilberto González. El 29 de marzo de 1949, por decreto Arzobispal, la iglesia de Nuestra Señora del Carmen de Guayabetal fue erigida en parroquia de la arquidiócesis de Bogotá.
El 28 de junio de 1974, en inmediaciones de Guayabetal en la Autopista al Llano, ocurrió la Tragedia de Quebrada Blanca, cuando un derrumbe sepultó a más 500 personas que esperaban poder transitar, luego que la carretera se encontraba obstruida por un derrumbe anterior.
En enero de 2018, mientras se hacían labores de construcción del puente víal en el paraje de Chirajara al sureste de Guayabetal, se desplomó la obra en el que dejó cuantiosos daños y 9 obreros muertos.

## Geografía
Bañada por los ríos Negro y Los Medios situado en su mayor parte del territorio en la Cordillera Oriental, muy aledaño al Piedemonte Llanero.

### Límites municipales
| Noroeste: Fosca           | Norte: Quetame                                       | Nordeste: El Calvario ( Meta)                          |
| Oeste: Gutiérrez          |                                                      | Este: Límite entre El Calvario y Villavicencio ( Meta) |
| Suroeste: Acacías ( Meta) | Sur: Acacías ( Meta) (Río Blanco y Ruta Nacional 40) | Sureste: Villavicencio ( Meta) (Río Susumuco)          |

### División Político-Administrativa
Además de su Cabecera municipal, tiene bajo su jurisdicción los siguientes centros poblados: Las Mesas, Las Mesetas, Limoncitos, Monterredondo, San Antonio, San Miguel
Además, el municipio está compuesto con las siguientes veredas: Jaboneras, Tunque, San Marcos, San Roque, el Naranjal, Fundiciones, La Palma, Gaques, el Laurel, Conucos, el Espinal, Encenillos, las Mesas, Casa de Teja, Chirajara Alta, Susumuco, Chirajara Baja, Vanguardia, Chipaque, Mesagrande.

## Economía
El municipio presenta una gran deficiencia en cuanto al sector de empleo debido a su gran extensión en terrenos quebrados que evitan su mayor aprovechamiento de los suelos cultivables, por otra parte la gran atracción del centro como lo es Villavicencio, la economía es generalmente la que se genera en torno a la vía del llano (Restaurantes, Cafeterías,Talleres, Hospedajes, etc.). 
Siendo esta la principal fuente de ingresos para los habitantes de la cabecera municipal solamente los pequeños productores que tienen alguna forma de comercializar sus productos lo hacen en Villavicencio, los demás se ven afectados Por la compra de intermediarios que adquieren sus productos a bajos precios. La población rural se dedica a la explotación agrícola principalmente al cultivo de café y frijol que conforma la base económica del campesino.

## Instituciones de educación
- Institución Educativa Monseñor Alberto Reyes Fonseca.
- Instituto Clara Theresia

## Turismo
- Las playas de río Blanco
- La meseta
- Quebrada Las Perdices
- Las cuchillas
- El limonar
- Pan de sagú
- La arepa boyacense
- Caminos ancestrales, también conocidos como caminos reales
- Santuario Virgen de Chirajara e iglesia Nuestra Señora del Carmen
- Senderismo
- Avistamiento de aves
- Canyoning
- Tubing
- Rapel
- Espeleismo

## Movilidad
A Guayabetal se llega desde Bogotá (localidad de Usme) por la Ruta Nacional 40 al suroriente o por la misma carretera desde Villavicencio al occidente e inmediatamente llega al casco urbano guayabetaluno.